# Behr-Gletscher
Der Behr-Gletscher ist ein 11 km langer und steiler Gletscher in den Victory Mountains des ostantarktischen Viktorialands. Er fließt entlang der Nordflanke des Gebirgskamms Clapp Ridge zum Borchgrevink-Gletscher.
Der Gletscher ist erstmals auf neuseeländischem Kartenmaterial aus dem Jahr 1960 verzeichnet, das anhand von Luftaufnahmen der United States Navy angefertigt wurde. Das Advisory Committee on Antarctic Names benannte ihn 1973 nach Robert McLean Behr (1921–2007) von der United States Air Force, der zwischen 1970 und 1971 als politischer Interessensvertreter für die Vereinigten Staaten in Antarktika tätig war.